# Josip Brekalo
Josip Brekalo, né le 23 juin 1998 à Zagreb en Croatie, est un footballeur international croate qui évolue au poste d'attaquant au Kasımpaşa SK, en prêt de l'ACF Fiorentina.

## Biographie

### En club
Né à Zagreb en Croatie, Josip Brekalo est formé par l'un des clubs de sa ville natale, le Dinamo Zagreb. Il inscrit son premier but en professionnel le 6 avril 2016, lors d'une rencontre de coupe de Croatie face à l'Hajduk Split. Titularisé, il ouvre le score au bout de deux minutes de jeu et participe à la victoire de son équipe (4-0 score final).
Il participe avec l'équipe des moins de 19 ans du Dinamo Zagreb à l'UEFA Youth League lors de la saison 2015-2016. Il joue cinq matchs lors de cette compétition, inscrivant trois buts, marquant notamment un but lors des huitièmes de finale contre Anderlecht.
Le 15 mai 2016 est annoncé la signature de Josip Brekalo au VfL Wolfsburg.
Le 31 janvier 2017, Brekalo est prêté au VfB Stuttgart jusqu'à la fin de la saison, avec une option d'une saison en prêt supplémentaire.
Le 31 août 2021, Josip Brekalo est prêté par le VfL Wolfsburg au en Italie, au Torino FC pour une saison.
Le 28 janvier 2023, durant le mercato hivernal, Josip Brekalo rejoint l'ACF Fiorentina, signant un contrat courant jusqu'en juin 2026.

### En équipe nationale
Josip Brekalo participe avec la sélection croate des moins de 17 ans au championnat d'Europe des moins de 17 ans 2015 qui se déroule en Bulgarie. Il dispute dans la foulée la Coupe du monde des moins de 17 ans 2015 organisée au Chili. Il joue cinq matchs lors du mondial, inscrivant un but contre le Nigeria lors du premier tour. La Croatie atteint les quarts de finale de la compétition, en étant battue par le Mali.
Il participe ensuite avec la sélection croate des moins de 19 ans au championnat d'Europe des moins de 19 ans 2016 organisé en Allemagne. Lors du tournoi, il inscrit un but contre les Pays-Bas.
Le 15 novembre 2018, il honore sa première sélection avec la Croatie à l'occasion d'une rencontre face à l'Espagne.
Le 8 septembre 2020, Brekalo inscrit son premier but avec la sélection croate face à l'équipe de France (défaite 4-2).
Il est convoqué par Zlatko Dalić, le sélectionneur de l'équipe nationale de Croatie, dans la liste des 26 joueurs croates retenus pour participer à l'Euro 2020.

## Statistiques
| Saison                | Club                  | Championnat           | Championnat | Championnat | Coupe(s) nationale(s) | Coupe(s) nationale(s) | Compétition(s) continentale(s) | Compétition(s) continentale(s) | Compétition(s) continentale(s) | Play-offs | Play-offs | Croatie | Croatie | Total | Total |
| Saison                | Club                  | Division              | M.          | B.          | M.                    | B.                    | Comp.                          | M.                             | B.                             | M.        | B.        | M.      | B.      | M.    | B.    |
| 2015-2016             | Dinamo Zagreb         | Prva Liga             | 8           | 0           | 3                     | 1                     | -                              | -                              | -                              | -         | -         | -       | -       | 11    | 1     |
| Sous-total            | Sous-total            | Sous-total            | 8           | 0           | 3                     | 1                     | -                              | -                              | -                              | -         | -         | -       | -       | 11    | 1     |
| 2016-2017             | VfL Wolfsburg         | Bundesliga            | 4           | 0           | -                     | -                     | -                              | -                              | -                              | -         | -         | -       | -       | 4     | 0     |
| 2017-2018             | VfL Wolfsburg         | Bundesliga            | 13          | 3           | -                     | -                     | -                              | -                              | -                              | 2         | 1         | -       | -       | 15    | 4     |
| 2018-2019             | VfL Wolfsburg         | Bundesliga            | 25          | 3           | 2                     | 0                     | -                              | -                              | -                              | -         | -         | 6       | 0       | 33    | 3     |
| 2019-2020             | VfL Wolfsburg         | Bundesliga            | 30          | 3           | 2                     | 1                     | C3                             | 9                              | 3                              | -         | -         | 5       | 0       | 46    | 7     |
| 2020-2021             | VfL Wolfsburg         | Bundesliga            | 26          | 6           | 1                     | 0                     | C3                             | 2                              | 0                              | -         | -         | 16      | 4       | 45    | 10    |
| 2021-2022             | VfL Wolfsburg         | Bundesliga            | 1           | 0           | 1                     | 1                     | C1                             | -                              | -                              | -         | -         | -       | -       | 2     | 1     |
| 2022-2023             | VfL Wolfsburg         | Bundesliga            | 6           | 0           | 1                     | 0                     | -                              | -                              | -                              | -         | -         | -       | -       | 7     | 0     |
| Sous-total            | Sous-total            | Sous-total            | 104         | 15          | 7                     | 2                     | -                              | 11                             | 3                              | 2         | 1         | 27      | 4       | 151   | 25    |
| 2016-2017             | VfB Stuttgart (prêt)  | 2. Bundesliga         | 11          | 1           | -                     | -                     | -                              | -                              | -                              | -         | -         | -       | -       | 11    | 1     |
| 2017-2018             | VfB Stuttgart (prêt)  | Bundesliga            | 17          | 2           | 4                     | 1                     | -                              | -                              | -                              | -         | -         | -       | -       | 21    | 3     |
| Sous-total            | Sous-total            | Sous-total            | 29          | 3           | 4                     | 1                     | -                              | -                              | -                              | -         | -         | -       | -       | 33    | 4     |
| 2021-2022             | Torino FC (prêt)      | Serie A               | 32          | 7           | 1                     | 0                     | -                              | -                              | -                              | -         | -         | 6       | 0       | 39    | 7     |
| Sous-total            | Sous-total            | Sous-total            | 32          | 7           | 1                     | 0                     | -                              | -                              | -                              | -         | -         | 6       | 0       | 39    | 7     |
| 2022-2023             | ACF Fiorentina (prêt) | Serie A               | 6           | 0           | -                     | -                     | C4                             | 4                              | 0                              | -         | -         | -       | -       | 10    | 0     |
| 2023-2024             | ACF Fiorentina        | Serie A               | 11          | 1           | 1                     | 0                     | C4                             | 5                              | 0                              | -         | -         | 2       | 0       | 19    | 1     |
| Sous-total            | Sous-total            | Sous-total            | 17          | 1           | 1                     | 0                     | -                              | 9                              | 0                              | 0         | 0         | 2       | 0       | 29    | 1     |
| Total sur la carrière | Total sur la carrière | Total sur la carrière | 190         | 26          | 16                    | 4                     | -                              | 20                             | 3                              | 2         | 1         | 35      | 4       | 263   | 38    |

## Palmarès

### En club
Dinamo Zagreb
- Champion de Croatie en 2016.
- Vainqueur de la Coupe de Croatie en 2016.